# Miranda Marilin
Miranda Marilin (1982. május 31. –) paraguayi nemzetközi női labdarúgó-játékvezető.

## Pályafutása
A APF Játékvezető Bizottságának (JB) minősítésével a Divisón Intermedia, majd a Primera Divisón játékvezetője. Küldési gyakorlat szerint rendszeres 4. bírói, illetve alapvonalbírói szolgálatot is végez. A nemzeti női labdarúgó bajnokságban kiemelkedően foglalkoztatott bíró.
A Paraguayi labdarúgó-szövetség JB terjesztette fel nemzetközi játékvezetőnek, a Nemzetközi Labdarúgó-szövetség (FIFA) 2012-től tartja nyilván női bírói keretében. A FIFA JB központi nyelvei közül a spanyolt beszéli. Több nemzetek közötti válogatott (Női labdarúgó-világbajnokság, Algarve-kupa, Ifjúsági olimpiai játékok), valamint klubmérkőzést vezetett, vagy működő társának 4. bíróként segített.
A FIFA 2015 márciusában nyilvánosságra hozta annak a 29 játékvezetőnek (22 közreműködő valamint 7 tartalék, illetve 4. bíró) és 44 asszisztensnek a nevét, akik közreműködhettek Kanadában a 2015-ös női labdarúgó-világbajnokságon. A kijelölt játékvezetők és asszisztensek 2015. június 26-án Zürichben, majd két héttel a világtorna előtt Vancouverben vettek rész továbbképzésen, egyben végrehajtották a szokásos elméleti és fizikai Cooper-tesztet. A világbajnokságon 4. (tartalék) bíróként foglalkoztatták.
A 2014 évi nyári ifjúsági olimpia labdarúgó tornáján, valamint a 2016. évi nyári olimpiai játékokon a FIFA JB bíróként foglalkoztatta.
| Időpont             | Helyszín                                    | Mérkőzés típusa              | Mérkőzés                                                                                                   | Eredmény | Nézők száma |
| ------------------- | ------------------------------------------- | ---------------------------- | --- | -------- | ----------- |
| 2014. augusztus 17. | Wutaishan Stadion, Nanking                  | csoportmérkőzés (B. csoport) | Mexikó a 2010. évi nyári ifjúsági olimpiai játékokon–Namíbia a 2010. évi nyári ifjúsági olimpiai játékokon | 9 – 0    | 4503        |
| 2014. augusztus 23. | Wutaishan Stadion, Nanking                  | egyik elődöntő               | Kína a 2010. évi nyári ifjúsági olimpiai játékokon–Szlovákia a 2010. évi nyári ifjúsági olimpiai játékokon | 0 – 0    | 4690        |
| 2016. augusztus 6.  | Arena de São Paulo, São Paulo               | csoportmérkőzés (F. csoport) | Kanada–Zimbabwe                                                                                            | 3 – 1    | 30 259      |
| 2016. augusztus 9.  | Estádio Nacional de Brasília, Brazíliaváros | csoportmérkőzés (E. csoport) | Kína–Svédország                                                                                            | 0 – 0    | 7348        |

A 2014-es Algarve-kupa labdarúgó tornán a FIFA JB 4. (tartalék) játékvezetőként vette igénybe szolgálatát.